# 旺代河畔欧谢
旺代河畔欧谢（法語：Auchay-sur-Vendée，法語發音：[oʃɛ syʁ vɑ̃de]）是法国旺代省的一个市镇，属于丰特奈勒孔特区。该市镇于2019年由原市镇欧宰和谢村合并而成，行政中心位于欧宰。

## 地名
旺代河（Vendée）是流经该地一条河流，其为尼奥尔塞夫尔河的右支流。“欧谢”（Auchay）由原市镇欧宰（Auzay）和谢村（Chaix，稍作变形）的名称中各取一部分组合而成。

## 地理
旺代河畔欧谢（46°26'34"N, 0°51'55"W）面积21.16 平方千米，位于法国卢瓦尔河地区大区旺代省，该省份为法国西部沿海省份，北起大西洋卢瓦尔省和曼恩-卢瓦尔省，西临大西洋，南至滨海夏朗德省，东部及东南部与德塞夫勒省接壤。
与旺代河畔欧谢接壤的市镇（或旧市镇、城区）包括：旺代河畔莱韦吕尔、丰特奈勒孔特、勒朗贡、蒙特勒伊、隆热沃、珀托斯。
旺代河畔欧谢的时区为UTC+01:00、UTC+02:00（夏令时）。

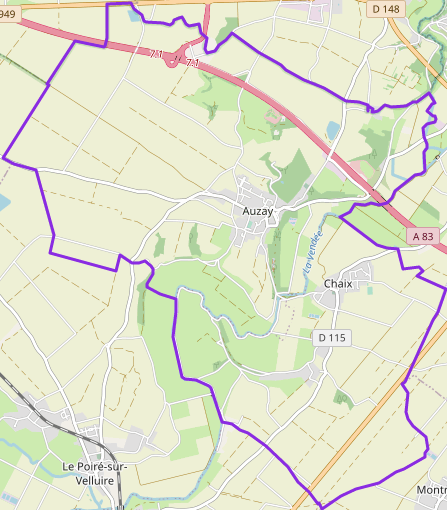
旺代河畔欧谢的OSM定位图

## 行政
旺代河畔欧谢的邮政编码为85200，INSEE市镇编码为85009。

## 政治
旺代河畔欧谢所属的省级选区为丰特奈勒孔特县。

## 人口
旺代河畔欧谢于2022年1月1日时的人口数量为1118人。